# Auximella
Auximella is een geslacht van spinnen uit de  familie van de Macrobunidae. 

## Soorten
- Auximella harpagula (Simon, 1906)
- Auximella minensis (Mello-Leitão, 1926)
- Auximella producta (Chamberlin, 1916)
- Auximella spinosa (Mello-Leitão, 1926)
- Auximella subdifficilis (Mello-Leitão, 1920)
- Auximella typica Strand, 1908